# سباق طواف فرنسا 1927
سباق طواف فرنسا 1927 من سلسلة سباقات سباق طواف فرنسا. أقيم هذا السباق في تاريخ 19 يونيو - 17 يوليو 1927 على 24 مرحلة. بعد مرور 198 ساعة و16 دقيقة و42 ثانية وبعد طي 5340 كم بمتوسط 27.224 كم في الساعة فاز بالميدالية الذهبية نيكولا فرانتز من لوكسمبورغ، فيما حصد ماوريس دى فال من بلجيكا الميدالية الفضية، وكانت الميدالية البرونزية من نصيب جوليان فيرفايك من بلجيكا.

## الميداليات
| ذهب                       | فضة                    | برونز                   |
| نيكولا فرانتز - لوكسمبورغ | ماوريس دى فال - بلجيكا | جوليان فيرفايك - بلجيكا |